# Ханьюань
Ханьюань (кит. спр. 汉源, піньїнь: Hànyuán) — повіт міського округу Яань провінції Сичуань (КНР). Назва повіту означає «джерело [річки] Хань».

## Історія
Коли за імперії Хань були приборкані південно-західні варварські племена, ці землі були включені до складу повіту Маоню (旄牛县). За імперії Суй у 604 році був утворений повіт Ханьюань. При імперії Цинь в 1729 він був перейменований в Цинсі (清溪县).
Коли після Сіньхайської революції була утворена Китайська республіка, то в 1914 році у зв'язку з тим, що в провінції Гуйчжоу вже був повіт 青溪县 з назвою, що звучить так саме, повіту Цинсі було повернено назву Ханьюань.
У 1939 році була створена провінція Сікан, й землі округу увійшли до складу новоутвореної провінції. У 1951 році було створено Спеціальний район Яань (雅安专区), підпорядкування якого було передано і даний повіт. В 1955, після ліквідації провінції Сікан, Спеціальний район Яань було передано до складу провінції Сичуань. У 1970 році Спеціальний район Яань був перейменований на Округ Яань (雅安地区). У 2000 році постановою Держради КНР Округ Яань було перетворено на міський округ.

## Адміністративний поділ
Повіт Ханьюань ділиться на 8 селищ, 27 волостей та 5 національних волостей.

## Демографія
У 1999 році населення округу становило 342,078 мешканців.